# هردر ۸۱۵۸
سیارک ۸۱۵۸ (به انگلیسی: 8158 Herder، نامگذاری:1989UH7) هشت هزار و صد و پنجاه و هشتمین سیارک کشف شده‌است که در ۲۳ اکتبر ۱۹۸۹ کشف شد.
قدر مطلق سیارک برابر ۱۳٫۷۰ است.